# Гаркуша, Павел Автономович
Павел Автономович Гаркуша — советский военный и государственный деятель, генерал-майор.

## Биография
Родился в 1901 году в селе Васильковка. Член КПСС.
Участник Гражданской войны, советско-польской войны, боёв у озера Хасан.
Окончил ВАММ.
Участник Великой Отечественной войны: командир 121-го танкового полка 60-й танковой дивизии, и.д. командира Амурской танковой дивизии, заместитель командующего 35-й армии по танковым войскам, командующий БТиМВ 35-й армии, заместитель командира 11-го гвардейского танкового корпуса.
В 1945—1957 — и.д. заместителя командира 11-й гвардейской танковой дивизии, командир 9-й танковой дивизии 1-й гвардейской танковой армии, помощник командующего войсками 2-й гв. механизированной армии, помощник командующего, первый заместитель командующего 8-й механизированной (танковой) армии.
В отставке с 1957 года.
Умер в 1981 году в Ялте.

## Награды
- Орден Ленина (21.02.1945)
- Орден Красного Знамени (03.01.1944, 03.11.1944, 11.04.1945, 20.06.1949)
- Орден Суворова II степени (31.05.1945)
- Орден Отечественной войны I степени (03.08.1944)
- Орден Красной Звезды (25.10.1938)
- Орден Virtuti Militari V класса